# Gatorade

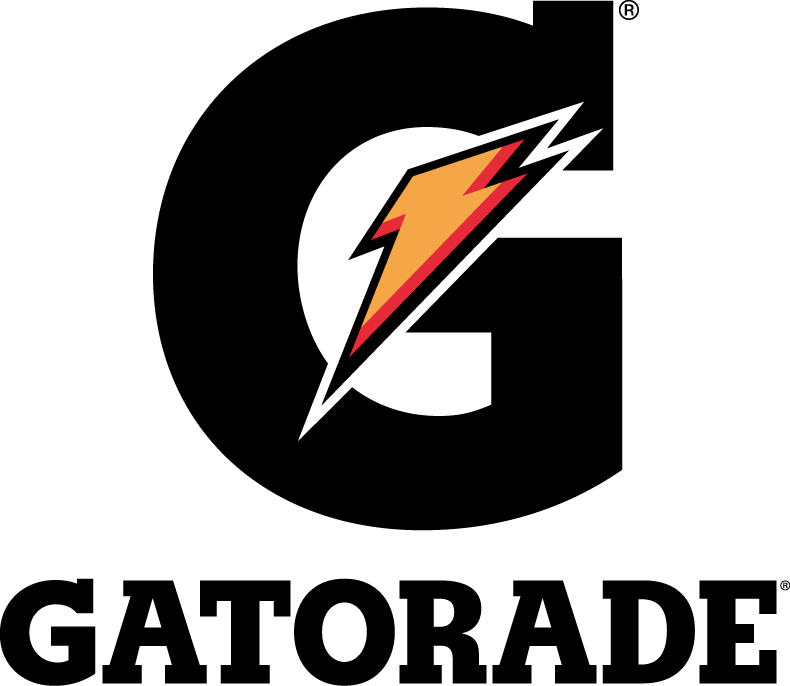
Logo Gatorade

Gatorade (ang. nazwa handlowa czyt. gejtorejd) – napój izotoniczny produkowany przez PepsiCo, służy do uzupełniania poziomu płynów w organizmie i dostarczania energii do mięśni. Napój został stworzony w 1965 na Uniwersytecie stanu Floryda z przeznaczeniem dla sportowców oraz osób aktywnych fizycznie.
Smaki napoju: cytrynowy, pomarańczowy, jeżynowy, grapefruitowy, lemon ice.

## Skład
Woda, substancje słodzące: syrop glukozowo-fruktozowy i cukier, kwas cytrynowy, regulator kwasowości: cytrynian sodu, aromat, składniki mineralne: chlorek sodu, fosforan potasu, węglan magnezu, stabilizator: guma arabska, ester glicerolu i żywicy roślinnej oraz barwnik.

## Wartość odżywcza
| Wartość energetyczna | 105 kJ (25 kcal) |
| Białka               | 0 g              |
| Błonnik              | 0 g              |
| Tłuszcze             | 0 g              |
| Węglowodany          | 6 g              |
| Sód                  | 52 mg            |
| Chlorki              | 47 mg            |
| Potas                | 12 mg            |
| Magnez               | 5 mg             |